# National Association of Broadcasters

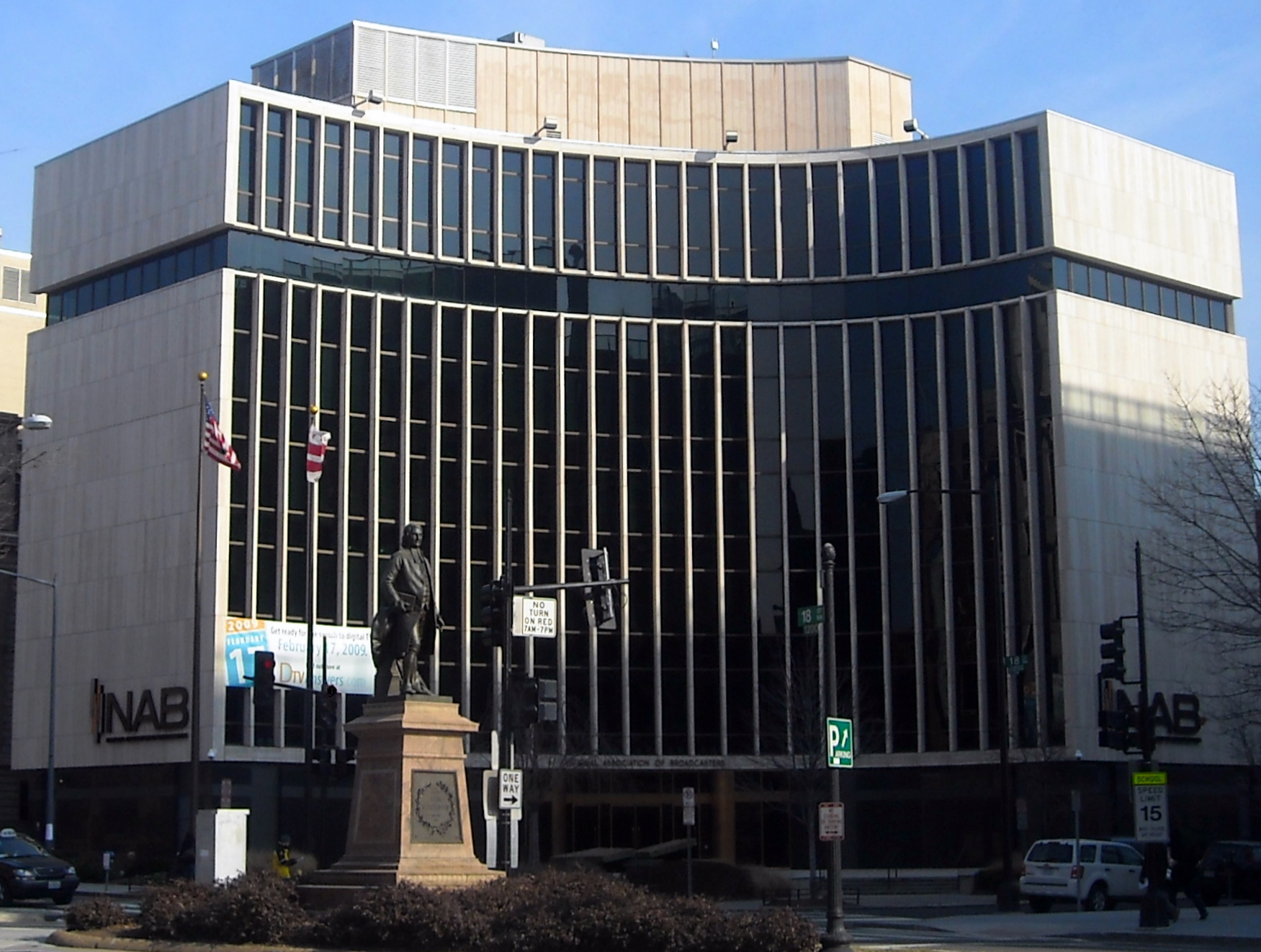
Zentrale der NAB

Die National Association of Broadcasters (NAB) ist ein US-amerikanischer Wirtschaftsverband, der die Interessen und Rechte der dort ansässigen Radio- und Fernsehstationen sowie der Rundfunkverbünde vor dem Kongress der Vereinigten Staaten, der Federal Communications Commission (FCC) und den Gerichten vertritt. Ihr derzeitiger Präsident ist Gordon Smith.
Jährlich findet in Las Vegas die NAB Show statt, die Konferenz der NAB und weltweit größte Messe für elektronische Medien.